# Andrena cordialis
Andrena cordialis är en biart som beskrevs av Morawitz 1877. Andrena cordialis ingår i släktet sandbin, och familjen grävbin. Inga underarter finns listade i Catalogue of Life.